# 倫高爾卡克峰

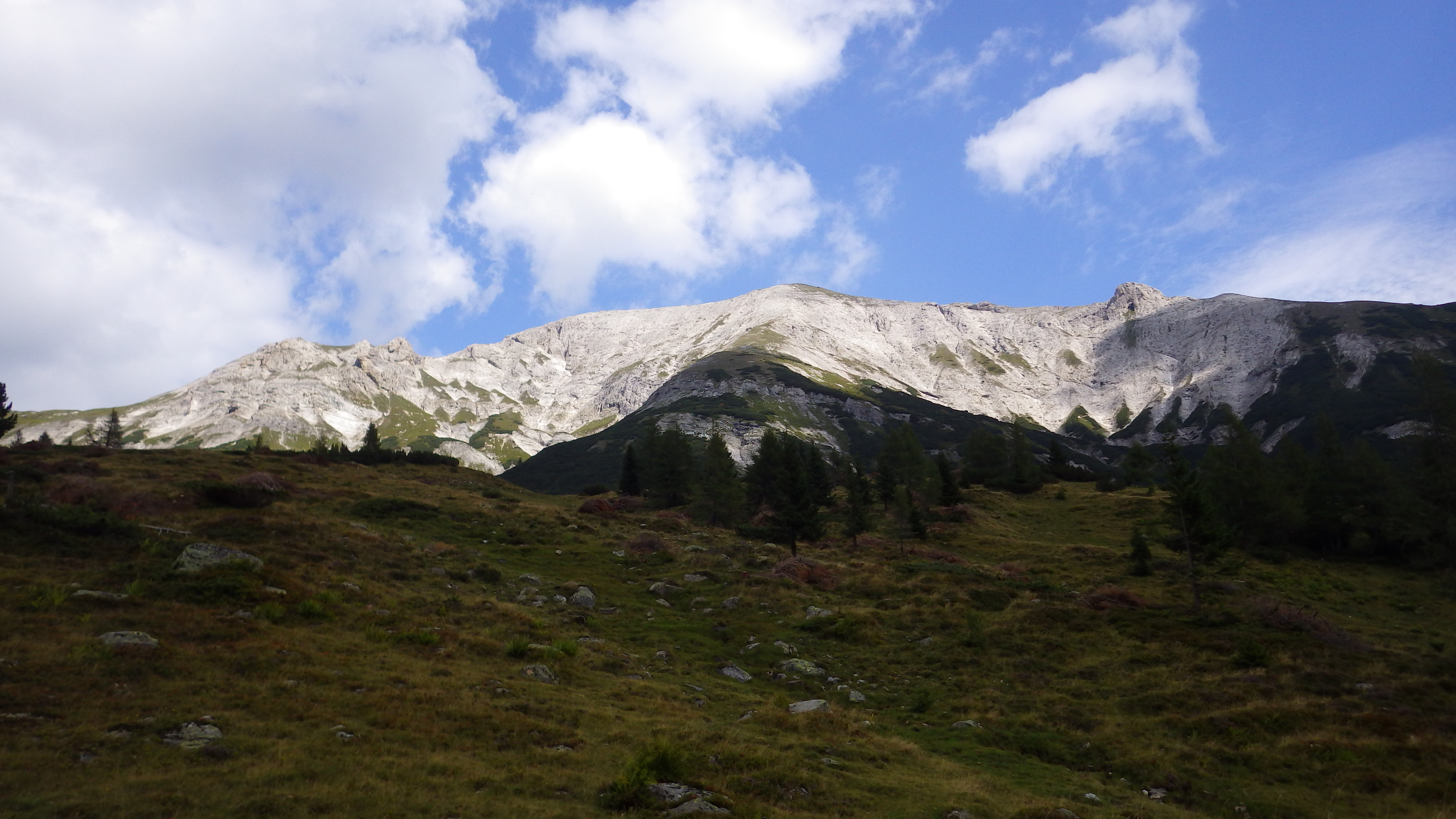

47°16′19.58″N 13°37′30.38″E / 47.2721056°N 13.6251056°E
倫高爾卡克峰（德語：Lungauer Kalkspitze），是奧地利的山峰，位於該國中部，由薩爾茨堡州負責管轄，屬於施拉德明陶恩山脈的一部分，海拔高度2,471米，每年平均降雨量2,029毫米。